# Лінар (фільм)
«Лінар» — фільм відзнятий режисером Настею Тарасовою. Фільм — учасник міжнародного кінофестивалю Docudays UA.

### Сюжет
Уперше в Росії дитині зробили операцію з трансплантації серця. П'ятирічний хлопчик на ім'я Лінар, чекаючи на донорське серце, був змушений жити із величезним апаратом на колесах, який перекачував йому кров. Хлопчик лежав один-однісінький у дитячій палаті московського Центру серцево-судинної хірургії ім. Бакулєва, мати рідко його відвідувала. В Росії пересадка серця дітям під забороною з 1993 року. Лінар чекав на донора у Москві протягом року, але законодавство змінювати не поспішали. Одного дня стало відомо про загибель дитини в автокатастрофі. Коли лікарі зафіксували смерть мозку, вони вирішили пересадити серце загиблої дитини Лінарові…